# 1998年ワールドユースゲームズ
1998年ワールドユースゲームズは、若者向けとなる初の総合競技大会である。今大会は1998年7月11日から19日にかけてロシアのモスクワで開催された。世界140カ国から7500名以上の選手が参加した。

## 開会式
開会式はルジニキ・スタジアム(Стадион "Лужники")で開催された。32名のIOC委員及び、この当時のロシアの大統領であり、ロシアオリンピック委員会会長をも務めるボリス・エリツィンを始めとした各国のオリンピック委員会会長43名とモスクワ市長であるユーリ・ルシコフが、8万名に上る観衆の前に登壇した。開会式で最も盛り上がった瞬間はロシア国内の13の地域を通った聖火がスタジアムに運ばれた時だった。さらにロシアの2名の宇宙飛行士が、宇宙ステーションのミールから大観衆に向けて直接挨拶した時も、壮大な盛り上がりを見せた。続いてIOC会長とモスクワ市長が観衆に向けて挨拶を交わすと、エリツィンが今大会の開幕を宣言した。

## 参加者と競技種目
140カ国から17歳以下の7500名以上の若い選手が参加した。実施競技はバスケットボール、サッカー、バレーボール、ハンドボール、テニス、卓球、陸上競技、競泳、アーティスティックスイミング、体操、新体操、フェンシング、柔道およびグレコローマンレスリングの14競技だった。

## 目的
今大会の主要な目的は、オリンピックムーブメントに若い世代を参加させることで、オリンピックの理念である相互理解と友情を促進させるとともに、彼らが国際的なスタートを切るための精神面で適性なコンディションを用意させること、さらには、将来のオリンピックに参加可能となる若くて有望な選手の発掘などにある。
なお、2010年にシンガポールで開催されたことから始まったユースオリンピックは、4年ごとに夏季及び冬季に開催することとなり、オリンピックを補完する大会と位置付けられる 。

## マスコット
ワールドユースゲームズのモットーは、“子供たちに開かれた世界”となった。また、1980年のモスクワオリンピックにおけるマスコットだったロシアの熊であるミーシャが、今大会のマスコットとして再び採用された。

## 大会開催にあたって
1995年11月27日、モスクワから少数の政府派遣団がスイスのローザンヌにあるIOC本部を訪れた。モスクワの後援による若者向けの大規模な国際競技大会をIOCの名の下で開催するにあたって、その支持を集めるためのものだった。
モスクワからの派遣団は、このような大会を開催するための多大な経験を有していると主張した。
1997年4月にIOCはモスクワ及びロシアオリンピック委員会との間で合意に達して契約を交わしたことで、ワールドユースゲームズのモスクワ開催が実現することになった。

## 参加国
- アルゼンチン
- アルバニア
- アンゴラ
- オーストラリア
- ベルギー
- ブラジル
- カナダ
- 中国
- コスタリカ
- キプロス
- 朝鮮民主主義人民共和国
- フィンランド
- フランス
- ギリシャ
- イギリス
- インド
- イラン
- ジャマイカ
- 日本
- 韓国
- メキシコ
- モンゴル
- ロシア
- 南アフリカ
- スペイン
- スウェーデン
- アメリカ
- ザンビア
- エジプト

## 大会基盤の整備
IOCとの契約成立後にモスクワは大会基盤の準備に取り掛かった。2つの大規模なプロジェクトを立ち上げた。その1つがモスクワ生誕850周年を記念したルジニキ・スタジアムの改修工事で、1997年9月に完了した。ルジニキ・スタジアムは1955年に建設されて、1980年のモスクワオリンピックではメイン競技場となっていた。もう1つの主要プロジェクトは、市の行政当局の監督の下でのオリンピック村の建設だった。それはモスクワオリンピックの際に建設されたオリンピック村の計画に基づいたものとなった。オリンピック村は、19階から25階建ての5練のビル、自転車競技場や巨大なカフェテリアを含んだ複合スポーツ施設により成り立っている。加えて、人工の丘と湖を展望できた。後にこのビル群は、モスクワで最も名高い居住地域となった。